# سيمين شهر
سيمين شهر (بالفارسية: سیمین‌شهر) هي مدينة تقع في إيران في محافظة غلستان. المهنة الرئيسية لأهل هذه المدينة هي الزراعة وتربية الحيوانات، وقليل من الناس يعملون في صيد الأسماك في البحر. يقدر عدد سكانها بـ 13,545 نسمة .